# Contea di Furnas
La contea di Furnas (in inglese Furnas County) è una contea dello Stato del Nebraska, negli Stati Uniti. La popolazione al censimento del 2000 era di 5 324 abitanti. Il capoluogo di contea è Beaver City.